# René Černohorský
René Černohorský (* 21. ledna 1971 Opava) je český politik (SOCDEM), v letech 2010–2014 a 2018–2022 zastupitel města Opava, a bývalý policista. 

## Život
V letech 1995 až 1998 vystudoval obor Veřejná správa na Fakultě veřejných politik Slezské univerzity v Opavě (získal titul Bc.).
Příslušníkem policie se stal v roce 1990, nejprve sloužil jako pochůzkář, následně zastával u Policie České republiky další pozice. Od roku 2000 byl tiskovým mluvčím Krajského ředitelství policie Moravskoslezského kraje pro územní odbory Opava a Bruntál (dosáhl hodnosti poručíka). V roce 2024 z policie odešel.
Od roku 2016 působil jako vedoucí územní skupiny spolku International Police Association, sekce Česká republika z.s. V letech 2018 až 2019 působil jako člen dozorčí rady Slezského fotbalového clubu Opava. Od roku 2021 je místopředsedou výkonného výboru Okresního fotbalového svazu Opava. Po ukončení kariéry policisty se naplno věnuje práci hospodského.
René Černohorský žije v Opavě, konkrétně v části Kateřinky.

## Politická kariéra
V komunálních volbách v roce 2006 neúspěšně kandidoval za SNK ED do zastupitelstva města Opavy. V následujících komunálních volbách v roce 2010 opět kandidoval za ČSSD do zastupitelstva města Opavy, mandát získal. Post obhajoval v komunálních volbách v roce 2014 za Hnutí nezávislí - ENERGIE, ale neúspěšně. Opět se stal zastupitelem v komunálních volbách v roce 2018, kde kandidoval za ČSSD. Ve volbách v roce 2022 jako kandidát SOCDEM post neobhájil.
Ve volbách do zastupitelstev krajů v roce 2020 neúspěšně kandidoval za ČSSD.
V letech 2013 a 2017 jako navržený kandidát Stranou Práv Občanů ZEMANOVCI kandidoval neúspěšně do poslanecké sněmovny.
Ve volbách do Senátu PČR v roce 2024 kandidoval jako nestraník za SOCDEM v obvodu č. 68 – Opava. Se ziskem 5,55 % hlasů skončil na 3. místě a senátorem se tak nestal.
V létě 2025 oznámil, že ve volbách do Poslanecké sněmovny Parlamentu České republiky 2025 kandiduje jako člen SOCDEM na kandidátní listině hnutí Stačilo!.

## Kontroverze
Před volbami do zastupitelstva obce v roce 2006 zneužil adresy na novináře, které měl v policejním počítači, a ze služebního e-mailu jim poslal pozvánku na setkání s lídry politické strany. Jeho počínání kritizoval ministr vnitra, za porušení služebního zákona mu také hrozilo propuštění ze služebního poměru.